# Nederlandse kampioenschappen indooratletiek 2002
De Nederlandse kampioenschappen indooratletiek 2002 werden gehouden in Gent op zaterdag 16 februari.

## Uitslagen

### 60 m
| rang   | atleet          | prestatie |
| ------ | --------------- | --------- |
| Goud   | Martijn Ungerer | 6,68 s    |
| Zilver | Virgil Spier    | 6,73 s    |
| Brons  | Troy Douglas    | 6,81 s    |

| rang   | atlete                | prestatie |
| ------ | --------------------- | --------- |
| Goud   | Pascal van Assendelft | 7,43 s    |
| Zilver | Jacqueline Poelman    | 7,44 s    |
| Brons  | Kristel Spierenburg   | 7,56 s    |

### 200 m
| rang   | atleet             | prestatie |
| ------ | ------------------ | --------- |
| Goud   | Patrick van Balkom | 21,43 s   |
| Zilver | Daniël Ward        | 21,94 s   |
| Brons  | Guus Hoogmoed      | 21,98 s   |

| rang   | atlete             | prestatie |
| ------ | ------------------ | --------- |
| Goud   | Jacqueline Poelman | 23,97 s   |
| Zilver | Rosina Hodde       | 25,15 s   |
| Brons  | Eefje van Mourik   | 25,55 s   |

### 400 m
| rang   | atleet        | prestatie |
| ------ | ------------- | --------- |
| Goud   | Julien Hagen  | 47,92 s   |
| Zilver | René Mabelis  | 48,89 s   |
| Brons  | Quinten Stern | 49,08 s   |

| rang   | atlete            | prestatie |
| ------ | ----------------- | --------- |
| Goud   | Marjolein de Jong | 54,36 s   |
| Zilver | Ruky Abdulai      | 55,10 s   |
| Brons  | Petra Groenenboom | 55,17 s   |

### 800 m
| rang   | atleet          | prestatie |
| ------ | --------------- | --------- |
| Goud   | Arnoud Okken    | 1.47,48   |
| Zilver | Bram Som        | 1.47,56   |
| Brons  | Michel Löschner | 1.50,09   |

| rang   | atlete          | prestatie |
| ------ | --------------- | --------- |
| Goud   | Stella Jongmans | 2.06,03   |
| Zilver | Carina van Dorp | 2.06,73   |
| Brons  | Lotte Visschers | 2.07,55   |

### 1500 m
| rang   | atleet           | prestatie |
| ------ | ---------------- | --------- |
| Goud   | Johan de Koning  | 3.58,83   |
| Zilver | Guus Janssen     | 3.59,75   |
| Brons  | Stephan Kreykamp | 4.01,22   |

| rang   | atlete          | prestatie |
| ------ | --------------- | --------- |
| Goud   | Annet Bezemer   | 4.26,78   |
| Zilver | Anjolie Wisse   | 4.27,03   |
| Brons  | Carina van Dorp | 4.28,15   |

### 3000 m
| rang   | atleet         | prestatie |
| ------ | -------------- | --------- |
| Goud   | Simon Vroemen  | 8.17,14   |
| Zilver | Rob Detert     | 8.19,00   |
| Brons  | Eelco de Voogt | 8.20,11   |

### 5000 m snelwandelen
| rang   | atleet           | prestatie |
| ------ | ---------------- | --------- |
| Goud   | Harold van Beek  | 22.35,17  |
| Zilver | Floor van Lamoen | 24.48,59  |
| Brons  | Pedro Huntjens   | 25.47,85  |

### 60 m horden
| rang   | atleet                | prestatie |
| ------ | --------------------- | --------- |
| Goud   | Marcel van der Westen | 7,68 s    |
| Zilver | Gregory Sedoc         | 7,79 s    |
| Brons  | Sven Ootjers          | 7,84 s    |

| rang   | atlete       | prestatie |
| ------ | ------------ | --------- |
| Goud   | Judith Vis   | 8,30 s    |
| Zilver | Ilja Voltman | 8,42 s    |
| Brons  | Yvonne Wisse | 8,87 s    |

### hoogspringen
| rang   | atleet           | prestatie |
| ------ | ---------------- | --------- |
| Goud   | Wilbert Pennings | 2,18 m    |
| Zilver | Jan Peter Larsen | 2,12 m    |
| Brons  | Paul Jongmans    | 2,06 m    |

| rang   | atlete           | prestatie |
| ------ | ---------------- | --------- |
| Goud   | Marloes Lammerts | 1,77 m    |
| Zilver | Yvonne Wisse     | 1,74 m    |
| Brons  | Titia van Osch   | 1,68 m    |

### hink-stap-springen
| rang   | atleet           | prestatie |
| ------ | ---------------- | --------- |
| Goud   | Martijn Delissen | 15,10 m   |
| Zilver | Jermaine Sedoc   | 14,84 m   |
| Brons  | Martijn de Groot | 14,06 m   |

| rang   | atlete            | prestatie |
| ------ | ----------------- | --------- |
| Goud   | Iris Waanders     | 11,88 m   |
| Zilver | Gabrielle Ebskamp | 11,84 m   |
| Brons  | Juliane Klemp     | 11,43 m   |

### polsstokhoogspringen
| rang   | atleet             | prestatie |
| ------ | ------------------ | --------- |
| Goud   | Christian Tamminga | 5,45 m    |
| Zilver | Rick Wassenaar     | 4,85 m    |
| Brons  | Ludo van der Plaat | 4,85 m    |

| rang   | atlete              | prestatie |
| ------ | ------------------- | --------- |
| Goud   | Monique de Wilt     | 4,02 m    |
| Zilver | Sandra van der Geer | 3,82 m    |
| Brons  | Margriet Vedder     | 3,82 m    |

### verspringen
| rang   | atleet        | prestatie |
| ------ | ------------- | --------- |
| Goud   | Marc de Vries | 7,26 m    |
| Zilver | Jurgen Cools  | 7,19 m    |
| Brons  | Thijs Ros     | 6,93 m    |

| rang   | atlete             | prestatie |
| ------ | ------------------ | --------- |
| Goud   | Judith Vis         | 6,26 m    |
| Zilver | Anja Mulder        | 6,10 m    |
| Brons  | Ottelien Olsthoorn | 5,76 m    |

### kogelstoten
| rang   | atleet              | prestatie |
| ------ | ------------------- | --------- |
| Goud   | Rutger Smith        | 19,40 m   |
| Zilver | Erik van Vreumingen | 16,42 m   |
| Brons  | Theo Blok           | 14,22 m   |

| rang   | atlete          | prestatie |
| ------ | --------------- | --------- |
| Goud   | Lieja Koeman    | 18,05 m   |
| Zilver | Corrie de Bruin | 16,95 m   |
| Brons  | Inge Barends    | 13,90 m   |

1969 · 
1970 · 
1971 · 
1972 · 
1973 · 
1974 · 
1975 · 
1976 · 
1977 · 
1978 · 
1979 ·
1980 · 
1981 · 
1982 · 
1983 · 
1984 · 
1985 · 
1986 · 
1987 · 
1988 · 
1989 · 
1990 · 
1991 · 
1992 · 
1993 · 
1994 · 
1995 · 
1996 · 
1997 · 
1998 · 
1999 · 
2000 · 
2001 · 
2002 · 
2003 · 
2004 · 
2005 · 
2006 · 
2007 · 
2008 · 
2009 · 
2010 · 
2011 · 
2012 · 
2013 · 
2014 ·
2015 ·
2016 ·
2017 ·
2018 ·
2019 · 
2020 · 
2021 · 
2022 · 
2023 · 
2024 · 
2025